# Дукляне

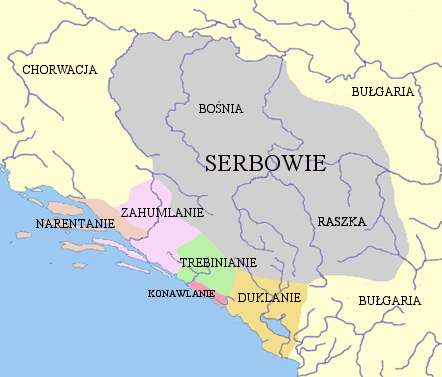
Сербские племена в VII—IX веках

Сербские протогосударственные образования в IX веке и западная граница Первого Болгарского царства в кон. X века

Дукляне (серб. Дукљани) — одно из сербских племен, населявшее в середине VII века земли вокруг Скадарского озера в античной провинции Диоклея, от которой и происходит их название.
На северо-западе они граничили с племенами тревунян и конавлян.
Поп Дуклянин называет их территорию Chorwacją Czerwoną (Красная Хорватия). Земли, занимаемые ими между рекой Дрина и Зета, Скадарским озером на юге и Динарскими горами на севере в VIII веке вошли в состав государства Дукля.
В середине X века Дукля попадают в зависимость от Рашки, власть в Дукле переходит в руки травунской династии Белоевичей.
С середины XI века земли дуклян становятся государством Зета, а с XV века — Черногорией.